# Allan Coxon
Allan Hartley Coxon (* 22. November 1909 in Derby, England; † 27. Oktober 2001) war ein britischer Klassischer Philologe (Gräzist) und Philosophiehistoriker.

## Leben
Nach dem Besuch der Derby Grammar School studierte Coxon Literae humaniores am Oriel College der Universität Oxford bei William David Ross und Klassische Philologie und Philosophie bei Julius Stenzel an der Universität Kiel und Heinrich Gomperz an der Universität Wien. Von 1933 an war er, unterbrochen während des Zweiten Weltkrieges durch eine Tätigkeit in der Naval Intelligence, Assistent, Lecturer und Senior Lecturer zunächst für griechische Sprache und Literatur, dann von 1958 an für antike Philosophie (als Nachfolger von Donald James Allan). 1964 wurde er zum Reader befördert, 1980 emeritiert. Im Alter von 14 Jahren trat er dem Völkerbund bei.
Coxon veröffentlichte im Ruhestand 1986 eine Ausgabe der Fragmente des Parmenides und 1999 einen Kommentar zu Platons Dialog Parmenides.

## Schriften (Auswahl)
- The Fragments of Parmenides. A Critical Text With Introduction and Translation, the Ancient Testimonia and a Commentary. Van Gorcum, Assen 1986.
  - The Fragments of Parmenides. Revised and Expanded Edition. Edited with new Translations by Richard McKirahan and a new Preface by Malcolm Schofield. Parmenides Publishing, Las Vegas 2009, ISBN 978-1-930972-67-4, (online).
- The Philosophy of Forms. An analytical and historical commentary on Plato’s Parmenides. With a New English Translation. Van Gorcum, Assen 1999.